# 托比·加伯特
托比·加伯特（英語：Toby Garbett，1976年11月14日—），英国男子赛艇运动员。他曾代表英国参加世界赛艇锦标赛，获得二枚金牌和二枚银牌。他也曾参加2004年夏季奥林匹克运动会。